# Robert Enrico
Pour les articles homonymes, voir Enrico.
Robert Enrico, né le 13 avril 1931 à Liévin (Pas-de-Calais) et mort le 22 février 2001 dans le 15e arrondissement de Paris, est un scénariste et réalisateur français de cinéma.

## Biographie

### Débuts
Né dans le nord de la France, Gino Robert Enrico grandit ensuite à Toulon où ses parents, immigrés italiens, tiennent un magasin de cycles.
Diplômé de l’IDHEC en 1951 (section réalisation), il se consacre d’abord au montage et à la réalisation de courts-métrages commandés par des entreprises : « Je me souviens avoir connu François de Roubaix au tout début de ma carrière. Je travaillais alors comme monteur et assistant réalisateur sur des courts-métrages de commande réalisés par Marcel Ichac dont le producteur exécutif était Paul de Roubaix. François s'intéressait beaucoup à ces tournages et se trouvait toujours là pour suivre la fabrication et l'évolution de ces petits films. Il était réellement passionné par les techniques de l'image. Par la suite, son père m’a proposé la réalisation d’un premier film : L’Or de la Durance. »

### Années 1960 et 1970
Enrico se fait remarquer avec La Rivière du hibou, un court-métrage adapté d'une nouvelle d'Ambrose Bierce qui reçoit la Palme d'or du court métrage au Festival de Cannes en 1962 puis l'Oscar du meilleur court métrage en prises de vues réelles en 1964, avant d'être acheté par CBS afin de devenir un épisode de la série créée par Rod Serling, La Quatrième Dimension (saison 5, épisode 22). Enrico obtient aussi le prix Jean-Vigo en 1963 pour son premier long-métrage, La Belle Vie. Mais le film, qui traite en partie de la guerre d’Algérie, est interdit de distribution par la censure. Enrico enchaine avec deux films d'aventures qui remportent un bon succès : Les Grandes Gueules avec Lino Ventura et Bourvil et Les Aventuriers dans lequel on retrouve Ventura flanqué cette fois d'Alain Delon et de Joanna Shimkus. Shimkus tient la vedette du film suivant d'Enrico, Tante Zita, œuvre au ton nettement plus méditatif. Suivent notamment la comédie policière Boulevard du rhum, avec Ventura et Brigitte Bardot, et le film d'action Les Caïds.
En 1974, Enrico dirige une première fois Philippe Noiret dans Le Secret, un sombre drame d'espionnage où paraissent aussi Jean-Louis Trintignant et Marlène Jobert. L'année suivante, Enrico retrouve Philippe Noiret et signe ce qui deviendra son film le plus célèbre : Le Vieux Fusil, une histoire de vengeance se déroulant durant la Seconde Guerre mondiale. Très gros succès, Le Vieux fusil sera également le premier récipiendaire du César du meilleur film.
C'est pour la télévision qu'Enrico tourne son projet suivant, l'adaptation du roman de Paul Savatier Un neveu silencieux, décrivant le quotidien d'un enfant trisomique et de ses parents.

### Années 1980 et 1990

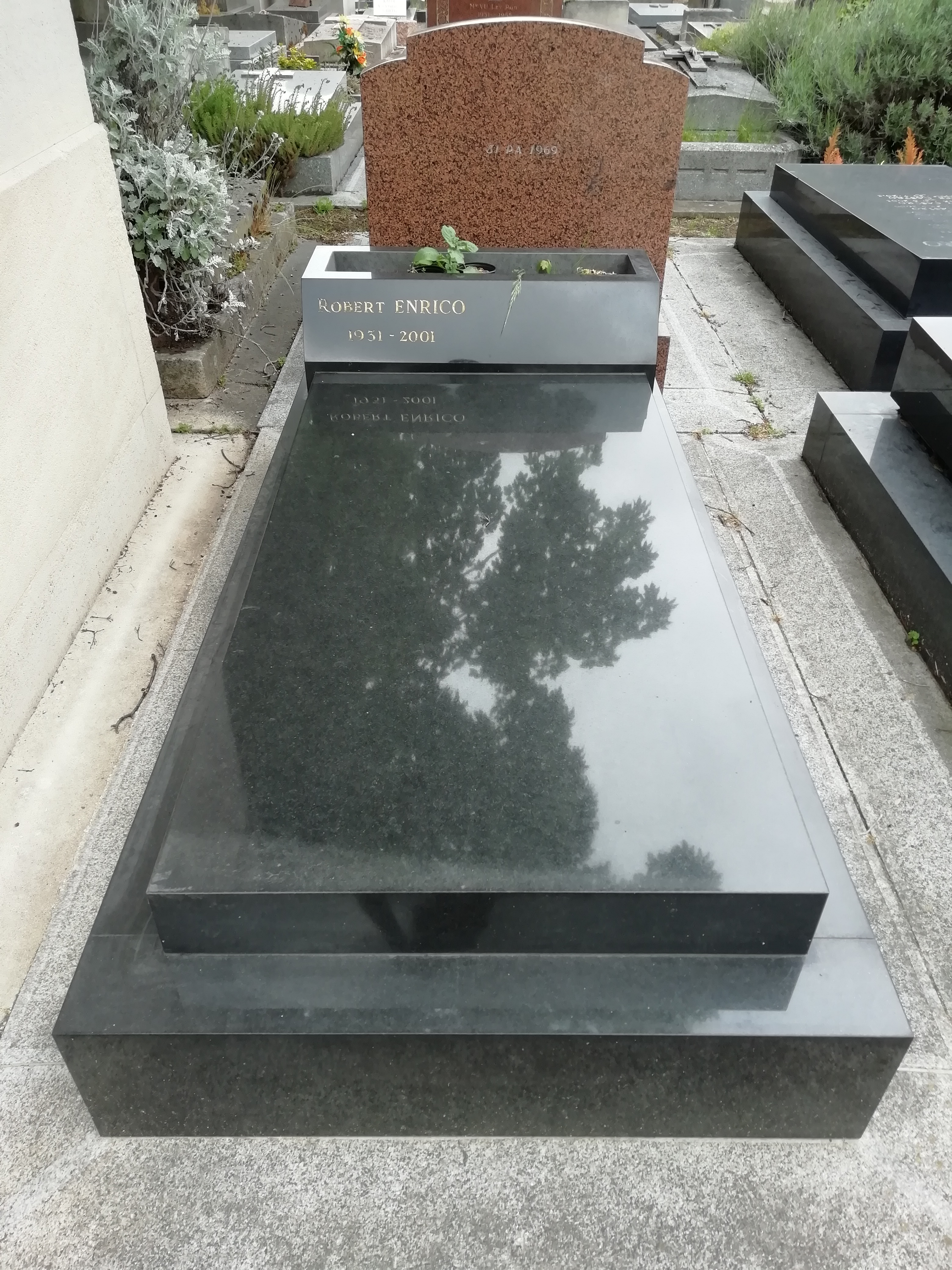
Tombe de Robert Enrico au cimetière du Montparnasse (division 12).

Par la suite, Enrico tourne régulièrement, alternant productions prestigieuses, comme l'adaptation du livre Au nom de tous les miens de Martin Gray en 1983, et œuvres plus intimistes comme le polar Pile ou Face en 1980, avec Michel Serrault et, une fois encore, Philippe Noiret; ou le drame sentimental De guerre lasse, d'après un roman de Françoise Sagan. C'est en 1998 qu'il tourne son dernier film, le drame familial Fait d'hiver.
Il a présidé l’Académie des arts et techniques du Cinéma, la Société des réalisateurs de films, la Commission SACD du cinéma et la Fédération européenne des réalisateurs audiovisuels.

### Vie privée
Marié en premières noces, en 1954, avec la comédienne Lucienne Hamon, puis avec la monteuse et scénariste Patricia Nény, il a trois enfants dont Jérôme, le réalisateur de Paulette, et Camille Enrico, créatrice de bijoux.
Souffrant d'un cancer du poumon depuis 1998, il meurt trois ans plus tard à l'âge de 69 ans. Il repose au cimetière du Montparnasse (division 12).

## Filmographie

### Cinéma

#### Réalisateur et scénariste
- 1956 : Jehanne (court métrage)
- 1961 : La Rivière du hibou (court métrage)
- 1962 : Au cœur de la vie
- 1962 : La Belle Vie
- 1964 : Contrepoint[2]
- 1965 : Les Grandes Gueules
- 1967 : Les Aventuriers
- 1967 : Tante Zita
- 1968 : Ho !
- 1971 : Boulevard du rhum - également parolier de chansons
- 1971 : Un peu, beaucoup, passionnément... - également dialoguiste
- 1972 : Les Caïds
- 1974 : Le Secret
- 1975 : Le Vieux Fusil
- 1976 : Un neveu silencieux - coscénariste avec Paul Savatier
- 1977 : Coup de foudre (inachevé) - coscénariste avec Pascal Jardin
- 1979 : L'Empreinte des géants
- 1983 : Au nom de tous les miens - également producteur
- 1985 : Zone rouge
- 1987 : De guerre lasse
- 1989 : La Révolution française, première partie : Les Années lumière
- 1991 : Vent d'est - coscénariste avec Frédéric H. Fajardie
- 1999 : Fait d'hiver

#### Réalisateur
- 1961 : L'Oiseau moqueur (court métrage)
- 1962 : Chickamauga (court métrage)
- 1980 : Pile ou Face
- 1996 : Saint-Exupéry : La Dernière Mission

### Télévision
- 1964 : La Quatrième dimension (The Twilight Zone), série télévisée, épisode no 142 An Occurrence at Owl Creek Bridge, qui reprend tel quel son court-métrage La Rivière du hibou (1961) - cas unique dans les annales de la télévision américaine[réf. nécessaire]
- 1965 : La Redevance du fantôme d'après Henry James, diffusé dans l'émission Le Théâtre de la jeunesse - également scénariste
- 1985 : Au nom de tous les miens (mini-série), version longue du film homonyme - également scénariste
- 1989 : Le Hérisson (téléfilm)

### Reportages et films documentaires
- 1952 : Jeanne à Rouen
- 1952 : Le Brésil des théophiliens
- 1956 : À chacun son paradis (documentaire) - coréalisateur avec Luciano Emmer
- 1959 : Les Trois Amis (documentaire sur le maraichage à Louhans)
- 1959 : Villes-lumières (reportage sur la surpopulation du globe)
- 1960 : L' Or de la Durance (documentaire sur la graine de luzerne)
- 1961 : Thaumetopoea, la vie des chenilles processionnaires du pin et leur extermination contrôlée - également scénariste
- 1962 : Montagnes magiques
- 1976 : Plus vite que le Soleil (documentaire sur le Concorde)
- 1976 : Les Sept Iles de Frigg (documentaire sur les gisements de gaz naturel en mer du Nord)

## Publications

### Autobiographie
- Robert Enrico, Au cœur de ma vie (version définitive et montage final établis par Gérard Langlois). Saint-Cyr-sur-Loire : C. Pirot, coll. « Cinéma », 2005. 317 p., 23 cm.  (ISBN 2-86808-225-4).
- Stefan Moriamez, Le Vieux Fusil : film de Robert Enrico tourné à Montauban, revue Arkheia, no 4, Montauban, 2002.

## Distinctions

### Récompenses
- Journées internationales du film de court-métrage (à Tours) 1960 : Prix spécial pour Thaumetopoea
- Festival de Cannes 1962 : Palme d'or du court métrage pour La Rivière du hibou
- Festival de Saint-Sébastien 1963 : Coquille d'argent du meilleur réalisateur pour La Belle Vie
- 1964 : Prix Jean-Vigo pour La Belle Vie
- Oscars 1964 : Oscar du meilleur court métrage en prises de vues réelles pour La Rivière du hibou
- Césars 1976 : César du meilleur film pour Le Vieux Fusil
- Césars 1985 : César des Césars pour Le Vieux Fusil

### Nominations
- Césars 1976 : César du meilleur réalisateur et César du meilleur scénario original ou adaptation pour Le Vieux Fusil

### Hommages
Le lycée Henri-Darras lui rend hommage en lui dédiant son studio de matière de spécialité pour le baccalauréat, L 'Art-Cinéma-Audiovisuel, qui prend le nom de : Studio Robert Enrico.[réf. nécessaire]